# Dušan Repovš

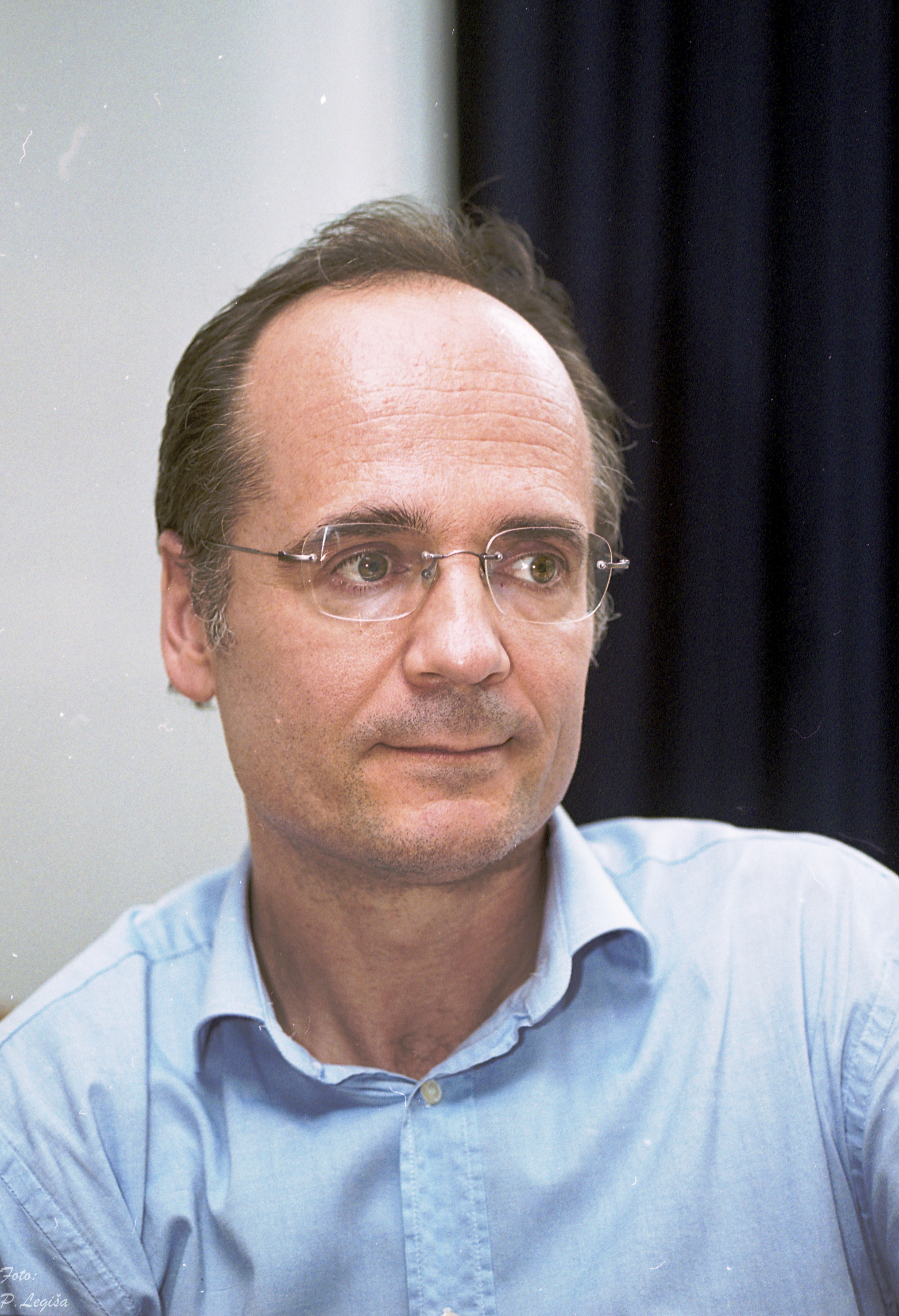
Dušan Repovš, 2016

Dušan D. Repovš (* 30. November 1954 in Ljubljana) ist ein slowenischer Mathematiker.

## Leben
Dušan Repovš graduierte 1977 an der Universität Ljubljana und promovierte 1983 an der Florida State University bei Robert Lacher (Dissertation: Generalized Three-Manifolds with Zero-Dimensional Singular Set). Er hatte ein Stipendium des Forschungsrats von Slowenien und ein Fulbright-Stipendium.
1993 wurde er zum Professor für Geometrie und Topologie an der Universität Ljubljana befördert, wo er an der Fakultät für Mathematik und Physik und an der Fakultät für Bildungswissenschaften als Leiter des Lehrstuhls für Geometrie und Topologie tätig ist. Seit 1983 ist er Leiter der Slowenischen Gruppe für nichtlineare Analyse, Topologie und Geometrie am Institut für Mathematik, Physik und Mechanik in Ljubljana und leitete zahlreiche nationale und internationale Forschungsstipendien (mit den Vereinigten Staaten, Japan, der Russischen Föderation, China, Frankreich, Italien, Spanien, Israel, Vereinigtes Königreich, Polen, Ungarn, Rumänien, Slowakei und andere). Die Slowenische Forschungsagentur hat diese Gruppe zu den besten Forschungsprogrammgruppen in Slowenien gewählt.
Repovš ist der führende slowenische Experte für nichtlineare Analysis und Topologie und einer der bekanntesten slowenischen Mathematiker. Er hat über 380 Forschungsarbeiten veröffentlicht und mehr als 450 eingeladene Vorträge bei verschiedenen internationalen Konferenzen und Universitäten auf der ganzen Welt gehalten.
Seine Forschungsinteressen liegen in topologischen Methoden in nichtlineare Analysis, Anwendungen der Funktionsanalysise, Set-Valued-Analysis, Topologie und Algebra. Bekannt wurde er in den 1980er Jahren für seine Ergebnisse in der geometrischen Topologie, insbesondere die Lösung des klassischen Erkennungsproblems für 3-Mannigfaltigkeiten, den Beweis des 4-dimensionalen Zellularitätskriteriums und den Beweis des Lipschitz-Falles der klassischen Hilbert-Smith-Vermutung über topologische Gruppen. Später dehnte er seine Forschung auf mehrere andere Gebiete aus und forscht derzeit über partiellen Differentialgleichungen. Er deckt ein sehr breites Spektrum ab: Probleme mit
nichtstandardisiertem Wachstum (variable Exponenten, anisotrope Probleme, Doppelphasenprobleme), qualitative Analyse von Lösungen semilinearer
und quasilinearer PDEs (Dirichlet, Neumann, Robin Randbedingungen), singuläre und degenerierte Probleme,  Ungleichheitsprobleme (Variation,
Hemivariation, entweder stationär oder evolutionär). Seine Analyse dieser Probleme kombiniert ausgefeilte Methoden im Zusammenspiel von
nichtlinearer Funktionalanalysis, Theorie kritischer Punkte, Variationen, topologischen und analytischen Methoden, mathematischer Physik und anderen.
Er ist Mitglied der Europäische Akademie der Wissenschaften und Künste, der New York Academy of Sciences, der  Amerikanische Mathematische Gesellschaft, der Europäische Mathematische Gesellschaft, der London Mathematical Society, der Japanische Mathematische Gesellschaft, der Moskauer Mathematische Gesellschaft und der  Französische Mathematische Gesellschaft, die Schweizerische Mathematische Gesellschaft und andere. Er ist Gründungsmitglied der Slowenischen Ingenieurakademie.

## Auszeichnungen
Für seine herausragenden Forschungsarbeiten erhielt er 2014 die Ehrendoktorwürde der Universität Craiova, 2009 die Bogolyubov Memorial Medaille des Ukrainischen Mathematischen Kongresses in Kiew und 1997 den Preis der Republik Slowenien für Forschung (heute: Zois-Preis). Für seine Förderung der slowenischen Wissenschaft im Ausland erhielt er 1995 den Ehrentitel des Wissenschaftlichen Botschafters der Republik Slowenien.

## Schriften
- N. S. Papageorgiou, V. D. Rǎdulescu, D. D. Repovš: Nonlinear Analysis - Theory and Methods, Springer Monographs in Mathematics, Springer, Cham 2019, MR3890060.
- D. Repovš: Asymptotics for singular solutions of the quasilinear logistic equation with absorption term, J. Math. Anal. Appl. 395:1 (2012), 78–85, MR2943604.
- A. Cavicchioli, F. Hegenbarth, D. Repovš: Higher-Dimensional Generalized Manifolds: Surgery and Constructions, European Mathematical Society, Zürich 2016, MR3558558.
- V. D. Rădulescu, D. D. Repovš: Partial Differential Equations with Variable Exponents, Chapman and Hall/CRC 2015, MR3379920.
- A. Cavicchioli, D. Repovš, T. Thickstun: Geometric topology of generalized 3-manifolds, Journal of Mathematical Sciences, Band 144, 2007, S. 4413–4422, MR2192956.
- D. Repovš, P. V. Semenov: Continuous Selections of Multivalued Mappings, Kluwer Academic Publishers, Dordrecht 1998, MR1659914.
- Repovš: The recognition problem for topological manifolds: a survey, Kodai Math. J., Band 17, 1994, S. 538–548, MR1296925, Project Euclid.

Er ist in den Redaktionen des Journal of Mathematical Analysis und Applications, Advances in Nonlinear Analysis, Boundary Value Problems, Complex Variables and Elliptic Equations und anderen tätig.